# Chun Lee-kyung
Chun Lee-kyung (Koreaans: 전이경) (Gyeongsangbuk-do, 6 januari 1976) is een Zuid-Koreaans voormalig shorttrackster. Ze is de enige vrouwelijke shorttracker uit de geschiedenis met vier olympische titels.

## Carrière
Chun debuteerde op het shorttrack op de Olympische Winterspelen 1992, waar ze 12e werd op de 500 meter. Bij het shorttrack op de Olympische Winterspelen 1994 won Chun twee gouden medailles, namelijk op de 1000 meter en op de 3000 meter relay. Bij het shorttrack op de Olympische Winterspelen 1998 prolongeerde ze beide titels en won ook nog brons op de 500 meter, door de B-finale te winnen en toe te zien hoe twee schaatssters uit de A-finale niet finishten.
Op de individuele wereldkampioenschappen eindigde Chun vijf keer op het podium, achtereenvolgens won ze zilver in 1993, goud in 1995, 1996 en 1997 en weer zilver in 1998. Vier keer maakte ze deel uit van de winnende ploeg op het wereldkampioenschap shorttrack voor teams.
Na het seizoen 1997/1998 stopte Chun met de actieve topsport.
1994: Chun Lee-kyung ·
1998: Chun Lee-kyung ·
2002: Yang Yang (A) ·
2006: Jin Sun-yu ·
2010: Wang Meng ·
2014: Park Seung-hi ·
2018: Suzanne Schulting ·
2022: Suzanne Schulting
1992: Cutrone, Daigle, Lambert, Perreault ·
1994: Chun, Kim S.-h., Kim Y.-m., Won ·
1998: An, Chun, Kim, Won ·
2002: Choi E.-k., Choi M.-k., Joo, Park ·
2006: Byun, Choi, Jeon, Jin, Kang ·
2010: Sun, Wang, Zhang, Zhou ·
2014: Cho, Kim, Kong, Park, Shim ·
2018: Choi, Kim A.-l., Kim Y.-j., Lee, Shim ·
2022: Van Kerkhof, Poutsma, Schulting, Velzeboer
1976: Celeste Chlapaty · 
1977: Brenda Webster · 
1978: Sarah Docter · 
1979: Sylvie Daigle · 
1980: Miyoshi Kato · 
1981: Miyoshi Kato · 
1982: Maryse Perreault · 
1983: Sylvie Daigle · 
1984: Mariko Kinoshita · 
1985: Eiko Shishii · 
1986: Bonnie Blair · 
1987: Eiko Shishii · 
1988: Sylvie Daigle · 
1989: Sylvie Daigle · 
1990: Sylvie Daigle · 
1991: Nathalie Lambert · 
1992: Kim So-hee · 
1993: Nathalie Lambert · 
1994: Nathalie Lambert · 
1995: Chun Lee-kyung · 
1996: Chun Lee-kyung · 
1997: Chun Lee-kyung/Yang Yang (A) · 
1998: Yang Yang (A) · 
1999: Yang Yang (A) · 
2000: Yang Yang (A) · 
2001: Yang Yang (A) · 
2002: Yang Yang (A) · 
2003: Choi Eun-kyung · 
2004: Choi Eun-kyung · 
2005: Jin Sun-yu · 
2006: Jin Sun-yu · 
2007: Jin Sun-yu · 
2008: Wang Meng · 
2009: Wang Meng · 
2010: Park Seung-hi · 
2011: Cho Ha-ri · 
2012: Li Jianrou · 
2013: Wang Meng · 
2014: Shim Suk-hee · 
2015: Choi Min-jeong · 
2016: Choi Min-jeong · 
2017: Elise Christie ·
2018: Choi Min-jeong ·
2019: Suzanne Schulting ·
2021: Suzanne Schulting ·
2022: Choi Min-jeong